# Форд, Джон (драматург)
 Джон Форд  (англ. John Ford; 17 апреля 1586, Девон — 1639, Лондон) — один из крупнейших английских драматургов шекспировской плеяды. Наиболее известные его произведения — «Разбитое сердце», «Как жаль её развратницей назвать».

## Биография
Форд, по всей видимости, учился в Оксфордском университете, изучая, скорее всего, право. Дебютировал как поэт, автор поэм, элегий и сонетов (элегия «Памятник славы» — «Fames Memorial», 1606, и др.). Первые драмы, как это было обычно в тот период, Форд написал в сотрудничестве с другими драматургами: трагедию «Матереубийца» (A late murther of the sonne upon the mother, зарег. 1624) совместно с Уэбстером, трагикомедию «Бристольский купец» (The bristowe merchant, зарег. 1624) — с Деккером, с ним же и Роули (Rawley) трагикомедию «Эдмонтонская ведьма» (The witch of Edmonton, ок. 1621, напеч. 1658); также вместе с Деккером — «маску» «Любимец солнца» (The sun’s darling, A moral masque, 1624, напечатана 1656).
Первой самостоятельной пьесой Форда была трагедия «Меланхолия влюблённого» (The lover’s melancholy, пост. 1628, напеч. 1629), отличающаяся запутанной и сложной интригой. Интермедия «Аллегория меланхолии», включённая в пьесу, написана под влиянием «Анатомии меланхолии» Роберта Бёртона, а вся трагедия носит следы подражания «Гамлету» Шекспира. Следующая трагедия Форда «Разбитое сердце» (The broken heart, напечат. 1633) отличается ещё более сложной интригой, тремя переплетающимися сюжетными линиями; пьеса прославляет мужество спартанской царевны Каталанты.
Теме ревности посвящена трагедия «Жертва любви» (Loves sacrifice, напечат. 1633), в которой сказывается сильное влияние шекспировского «Отелло». Лучшая трагедия Форда являлась «Жаль, что она развратница» ('Tis Pity She’s a Whore, напечат. 1633, экранизирована в 1971 г), где он с гуманистических позиций оправдывает женщину, греховно полюбившую своего брата, что приводит к гибели обоих. В исторической хронике «Перкин Уорбек» (The chronicle historie of Perkin Warbeck, напечат. 1634) с большой художественностью разрабатывалась история самозванца Уорбека, борющегося против Генриха VII.
Комедии Джона — «Вымыслы целомудрия и благородства» (The fancies, chaste and noble, напечат. 1638) и «Испытание леди» (The ladies triall, пост. 1638, напечат. 1639) — менее значительны.
Характеры трагедий Форда очерчены ярко и сильно; они показывали умение изображать человеческую психологию. Композиционное мастерство Форда, напряжённое действие его драм позволяли ему занять крупное место в истории английской драмы. Чрезмерная усложнённость интриги, проникновение романтических элементов, отказ от локализации, сказывающиеся в творчестве Форда, характерны как проявление начавшегося упадка елизаветинской драмы этого периода.

## Произведения в русских переводах
- Хроника Перкина Уорбека, или Странная правда / пер. А. А. Корчевского // Современная драматургия. 2020. № 2. С. 238—266.

## Экранизации
- Постель для брата и сестры, 1782
- Жаль, что она блудница